# هیدرومنیزیت
هیدرومگنزیت  (به انگلیسی: Hydromagnesite) با فرمول شیمیایی Mg5[OH(CO3)2]2.4H2O از مجموعه کانی هاست و نامش از ترکیب شیمیائی آن گرفته شده‌است. حل شونده در اسیدها MgO:۴۹٫۹۳٪ CO۲:۲۷٫۷۵٪ H2O:۲۲٫۳۲٪ برای اولین بار در ایتالیا کشف شد و از نظر شکل بلور: سوزنی، رنگ: سفید، شفافیت: نیمه شفاف، جلا: شیشه‌ای - ابریشمی، رخ: خوب، سیستم تبلور: مونوکلینیک و در رده‌بندی کربنات است و منشأ تشکیل آن ثانوی- سرپانتیت است.
همایند کانی‌شناسی (پارانژ) آن - آرتینیت- کلسیت- منیزیت است
، از نظر ژیزمان بلور - اگرگات توده‌ای - سوزنی تقریباً کمیاب است و بیشتر در اطریش، چک اسلواکی، ایتالیا، آلمان غربی و آمریکا یافت می‌شود.